# Franz Schaffer (Geograph)
Franz Schaffer (* 12. November 1937 in Chodau, Tschechoslowakei; † 25. Februar 2020) war ein deutscher Geograph. Er lehrte von 1973 bis 2003 als ordentlicher Professor für Sozial- und Wirtschaftsgeographie an der Universität Augsburg.

## Biografie
Schaffer begann 1957 das Lehramtsstudium für Geographie, Biologie und Chemie an der Technischen Hochschule München. Von 1963 bis 1967 arbeitete dort nach dem Examen als Assistent am Geographischen Institut und promovierte 1966. Nach der Habilitation im Jahr 1971 folgte 1972 die Berufung als ordentlicher Professor an den Lehrstuhl für Sozial- und Wirtschaftsgeographie der Universität Augsburg, den er bis 2003 innehatte. Seit 1977 war Schaffer Mitglied der Schwäbischen Forschungsgemeinschaft und seit 1980 des Landesplanungsbeirates im bayrischen Staatsministerium für Landesentwicklung und Umweltfragen.

## Werk
1998 wurde ihm die Umweltmedaille für besondere Verdienste um Landesentwicklung und Umweltschutz in Bayern verleihen. Die Technische Universität Istanbul (YILDIZ) zeichnete ihn mit einer Ehrenmedaille für die Entwicklung neuer Methoden für nachhaltige Raumentwicklung aus.
Schaffer veröffentlichte zahlreiche Arbeiten und befasste sich u. a. mit Problemen des Vergleichs von Kulturen. Für „seine besonderen Verdienste um die deutsch-türkische Freundschaft und die langjährige Förderung der türkischen Kulturbeziehungen“ wurde er im Jahr 2005 als erster Deutscher mit dem Özel-Hizmet Preis des als islamistisch und nationalistisch geltenden Verbandes der Türkischen Kulturvereine in Europa ausgezeichnet.
Am 3. Juni 2008 wurde ihm wegen seiner Verdienste um die Universität Augsburg, die Landesentwicklung und die Integration von Ausländern das Verdienstkreuz am Bande des Verdienstordens der Bundesrepublik Deutschland verliehen.